# Eremophysa acharis
Eremophysa acharis là một loài bướm đêm trong họ Noctuidae.